# نهر منديق
نهر منديق هو أطول نهر بالكامل داخل الأراضي البرتغالية. لها مصدرها في سلاسل جبال Estrela أعلى سلسلة جبلية في البر الرئيسي للبرتغال (أي باستثناء الجزر البرتغالية). يمتد 234 كيلومتر (145 ميل) من بلدية غوفية ، على 1,425 متر (4,675 قدم) فوق مستوى سطح البحر في سلاسل جبال Estrela حتى مصبها في المحيط الأطلسي بجوار مدينة فِغويرة فُوز. يتدفق عبر مناطق غودرة وبازو وقلمرية ، وكلها في المنطقة الوسطى .

## مَعرِض الصور

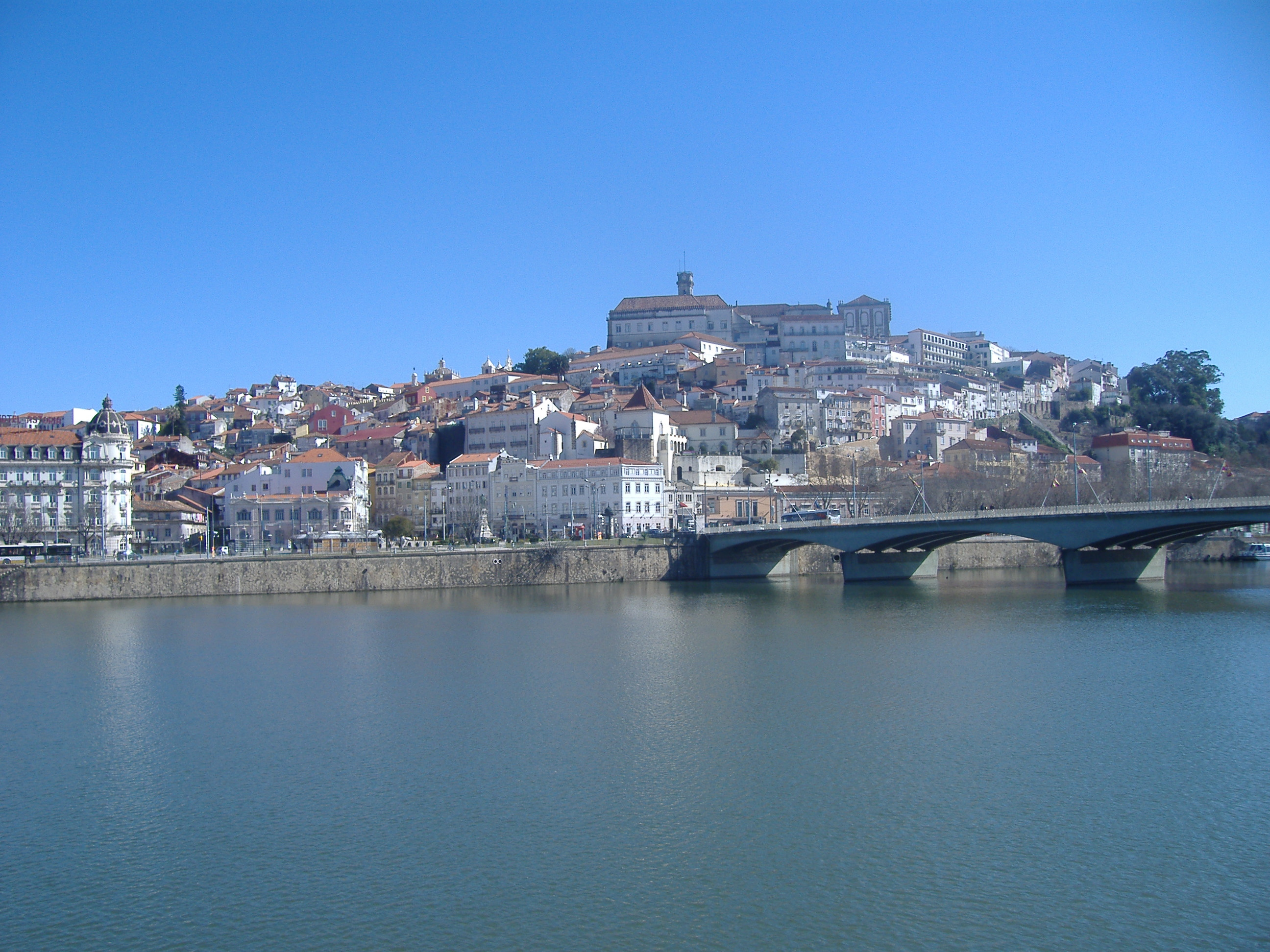
نهر المنديق في قلمرية
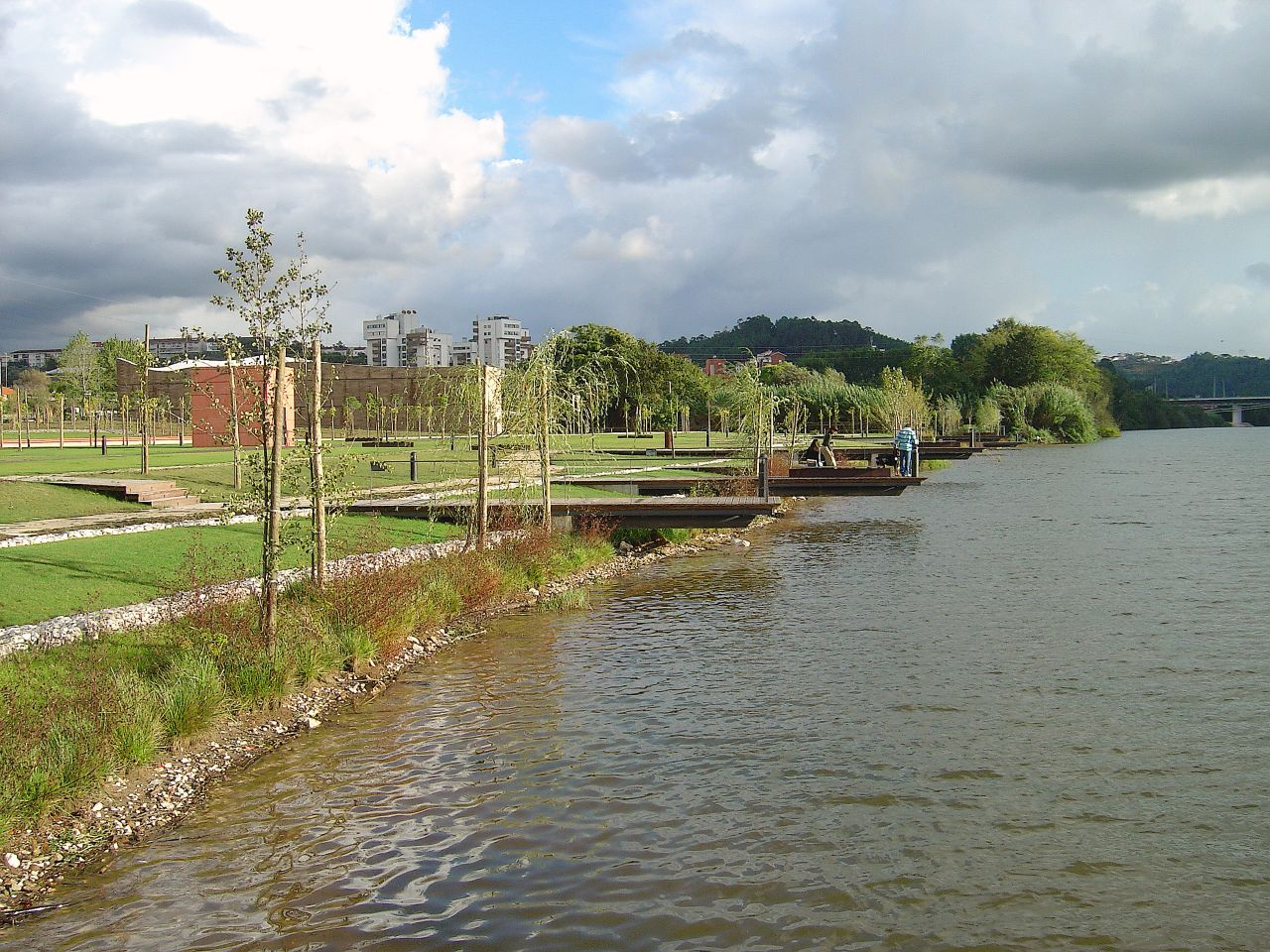
شط المنديق في قلمرية
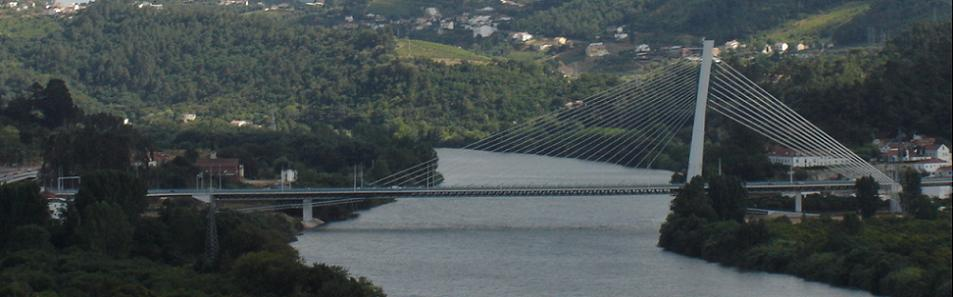
جسر على نهر المنديق
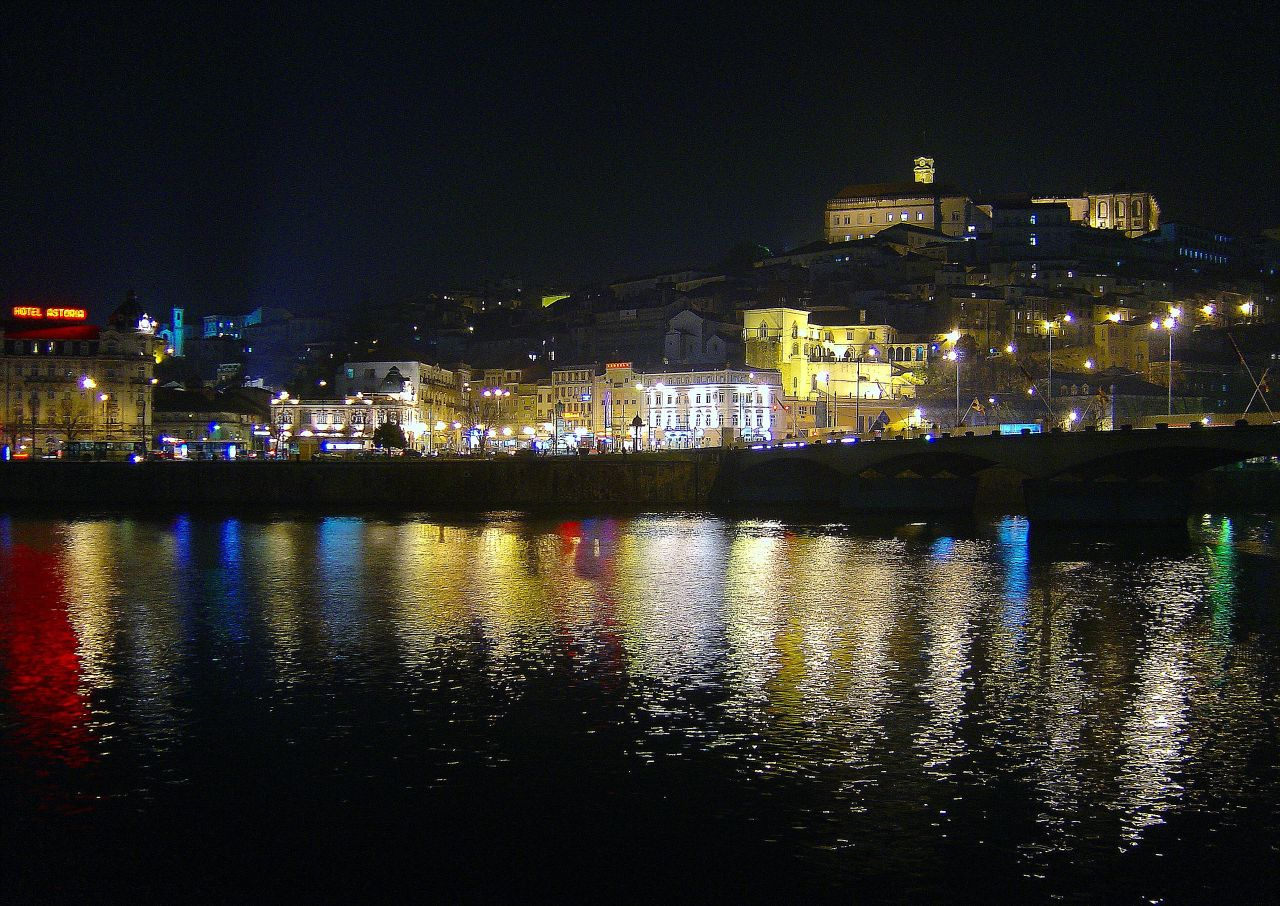
نهر المنديق في ليالي قلمرية